# Tabaqat
Ṭabaqāt (in arabo طبقات‎?) è  il nome che viene dato a un genere letterario biografico islamico che è organizzato in base a una cadenza generazionale o annalistica secolare, in cui sono ricordate personalità di spicco in vari campi disciplinari (religione, diritto, storia, letteratura, geografia, arti, scienze, mestieri, e così via). Ogni secolo o generazione è chiamata "classe" (ṭabaqa).
A puro scopo esemplificativo, si possono ricordare libri di Ṭabaqāt quali le Ṭabaqāt al-kubrā di Ibn Saʿd - di carattere biografico e che elenca le generazioni dei Compagni di Maometto e dei primi musulmani -, le Ṭabaqāt al-ḥanābila, sulle generazioni di hanbaliti, dovuto a Ibn Abī Yaʿlā e poi a Ibn Rajab, le Ṭabaqāt al-Muʿtazila, sulle generazioni di mutaziliti, compilate da Ahmad ibn Yahya al-Murtada e - più di recente - le Ṭabaqāt al-Shīʿa (sui più famosi studiosi sciiti, redatte da Aqa Buzurg Tehrani.